# Xanthe
Xanthe is een meisjesnaam.
Xanthe is afgeleid van het Griekse woord xanthos (ξανθος) wat "geel" of "blond" betekent. In de Griekse mythologie is Xanthe een bijnaam voor de godin Demeter.